# 乔治·艾蒂安·卡地亚纪念碑

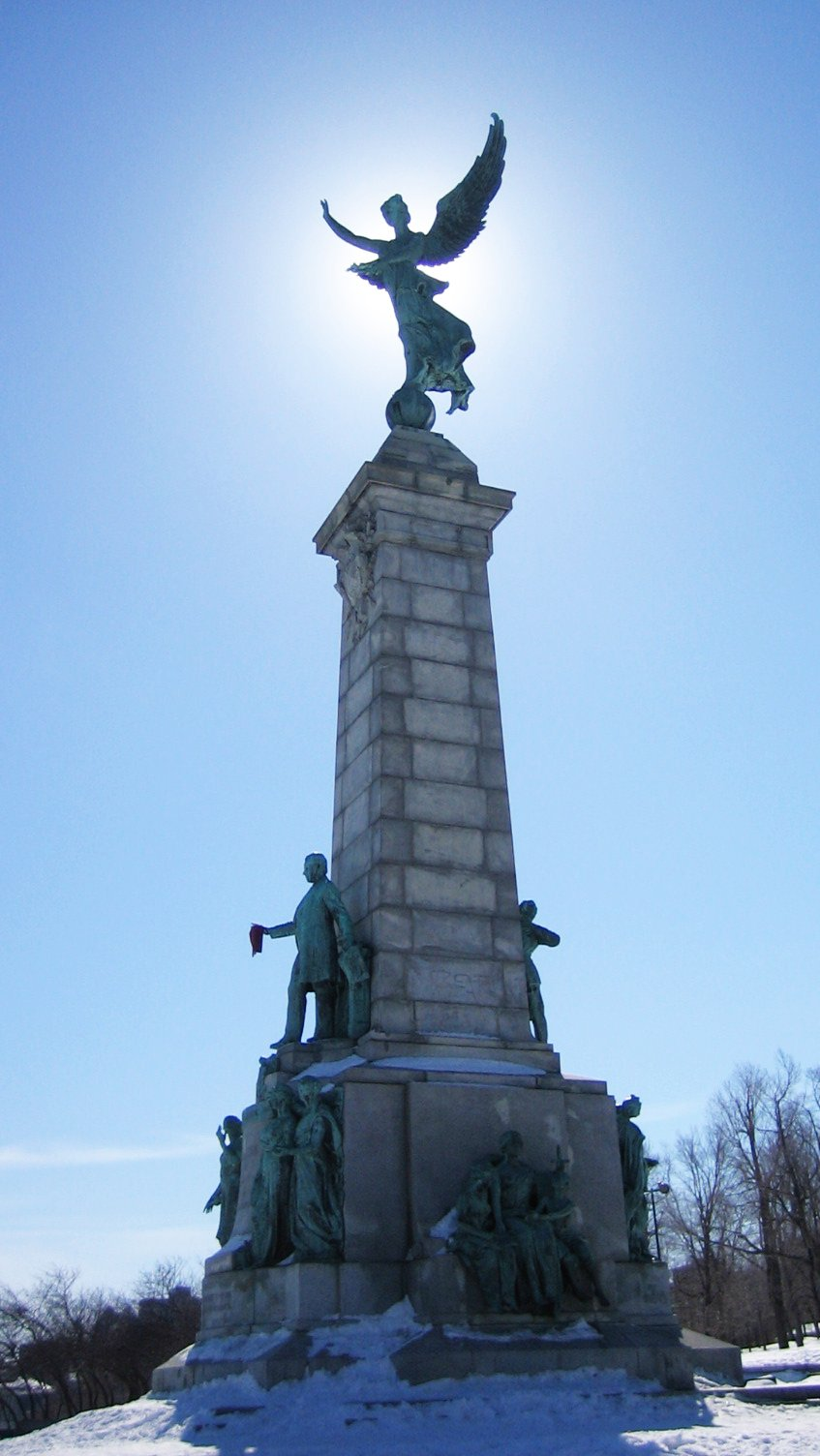
乔治·艾蒂安·卡地亚纪念碑

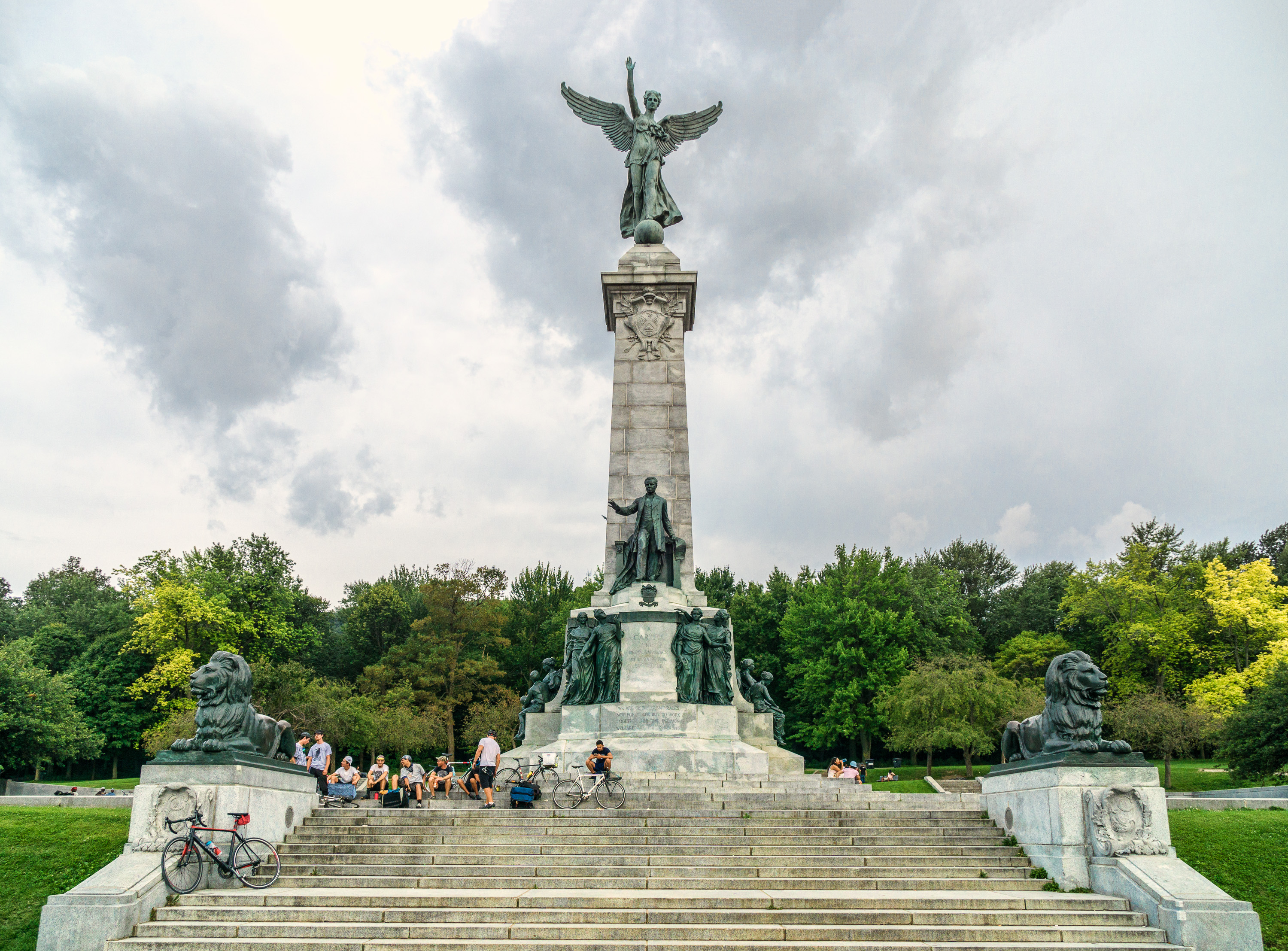
乔治·艾蒂安·卡地亚纪念碑

乔治·艾蒂安·卡地亚纪念碑（Sir George-Étienne Cartier Monument）是加拿大魁北克省蒙特利尔一座纪念碑，位于皇家山公园，纪念乔治·艾蒂安·卡地亚爵士，由雕塑家乔治·威廉·希尔（1862－1934）雕刻。

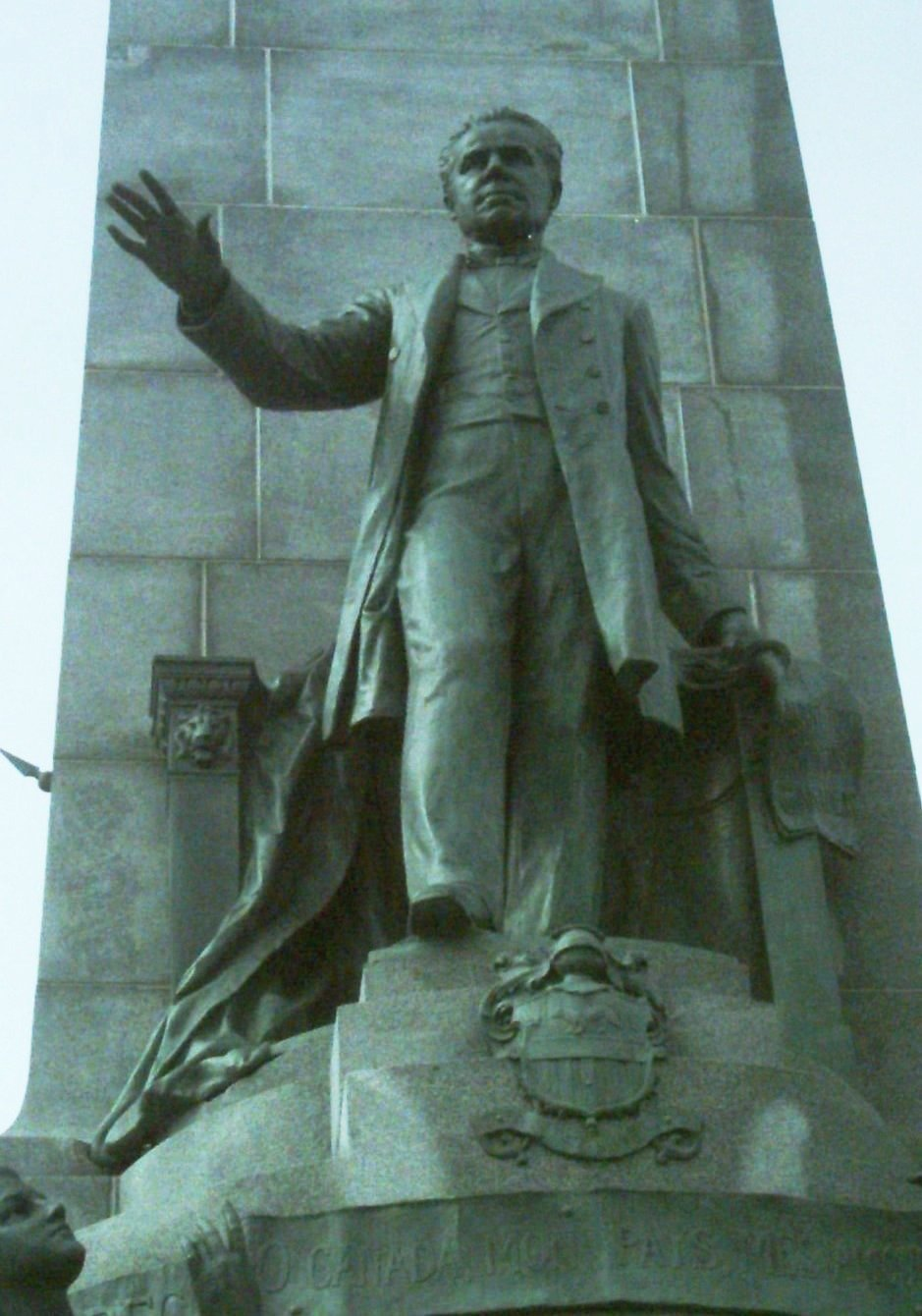
乔治·艾蒂安·卡地亚雕像

纪念碑开工于1913年，于1919年9月6日落成。高30.78（101.0英尺），宽8.75（28.7英尺），其顶部是长着翅膀的自由女神。
在纪念碑前方或东侧，乔治·艾蒂安·卡地亚像下方还有四个人物，分别代表1867年加入联邦的四个省份。
在纪念碑北侧，一名女子左手持剑，右边的小女孩正在看书，而左边的小男孩伸出手乞讨。这场景代表加拿大立法。
在南侧，场景与北侧相似，一名女子坐在中间，一个小男孩拿着球，而一个小女孩正在读书。这代表了卡地亚在教育方面的重要贡献。